# Roewe E50
Roewe E50 – elektryczny samochód osobowy klasy miejskiej produkowany pod chińską marką Roewe w latach 2012–2016.

## Historia i opis modelu

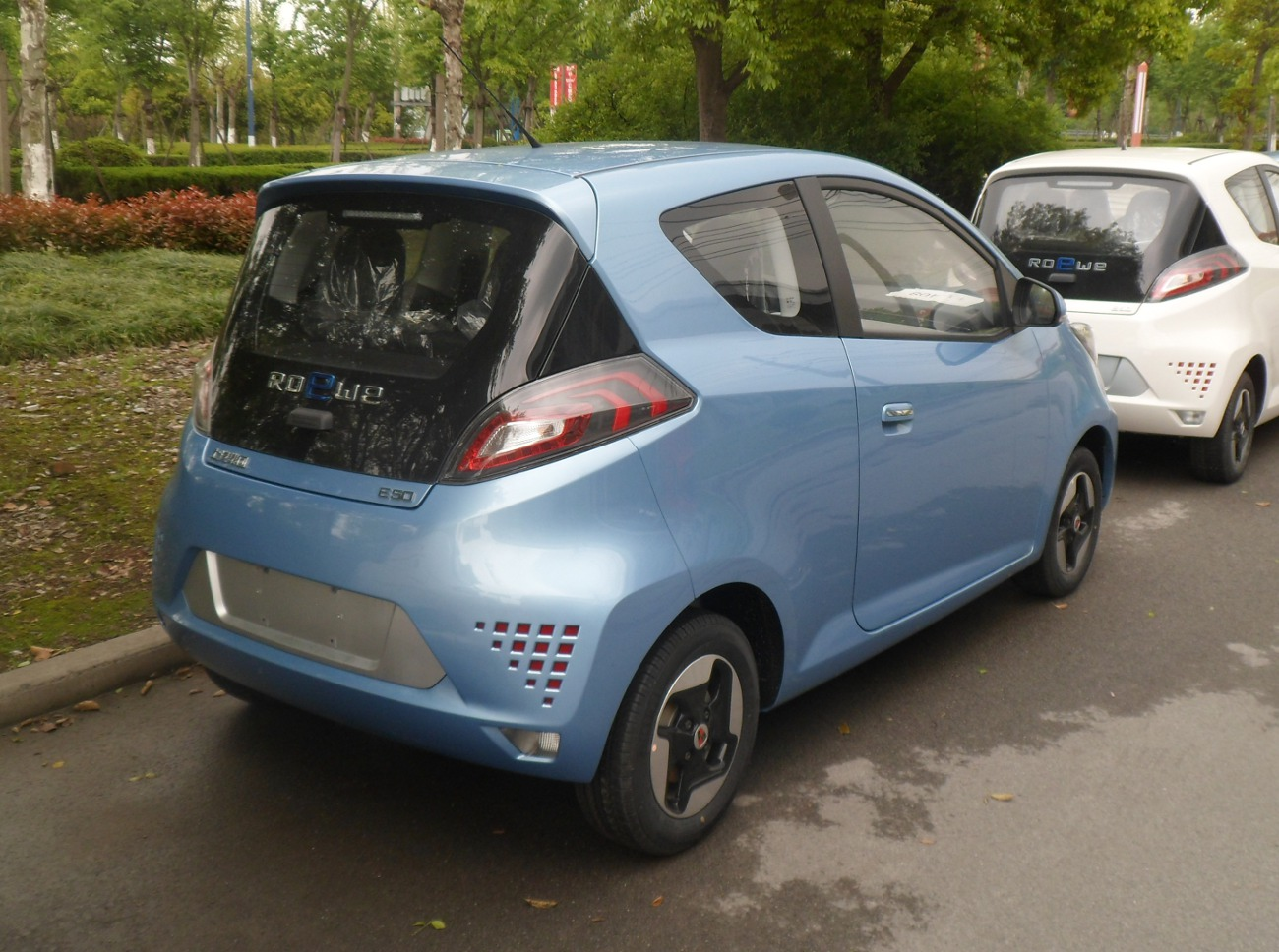
Roewe E50 - tył

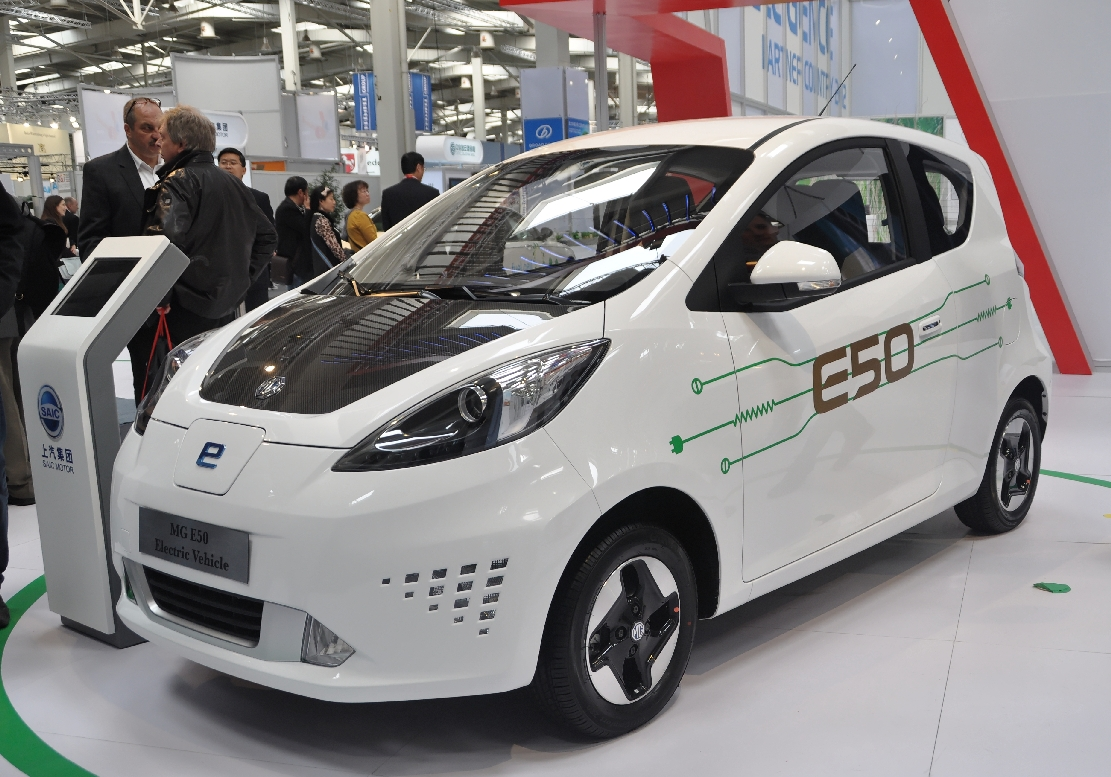
Roewe E50 podczas targów Hannover-Messe 2012

W kwietniu 2010 roku Roewe przedstawiło studyjną zapowiedź swojego pierwszego samochodu elektrycznego w postaci niewielkiego hatchbacka Roewe E1 Concept. 
Produkcyjny model zadebiutował dwa lata później pod nazwą Roewe E50 podczas wystawy Auto China 2012, przyjmując formułę 3-drzwiowego hatchbacka z agresywnie stylizowanymi reflektorami i lampami tylnymi, a także portem do ładowania w przedniej części nadwozia. Innym charakterystycznym detalem stała się szklana klapa bagażnika.
Produkcja Roewe E50 zakończyła się po 4 latach, w 2016 roku, a jego następcą został nowocześniejszy model Roewe Clever.

### Sprzedaż
Roewe E50 powstało z myślą o wewnętrznym rynku chińskim, trafiając tam do sprzedaży w październiku 2012 roku. W 2014 roku przedstawiono również przedprodukcyjny prototyp zwiastujący wariant dla rynku europejskiego pod nazwą MG Dynamo EV, jednak SAIC nie zdecydował się na rozpoczęcie seryjnej produkcji dla tego regionu.

### Dane techniczne
Układ napędowy Roewe E50 tworzy silnik elektryczny o mocy 70 KM, który pozwala osiągnąć 50 km/h w 5,3 sekundy i 100 km/h w 14,6 sekundy, maksymalnie rozpędzając się do 130 km/h. Bateria o pojemności 22 kWh pozwala na przejechanie maksymalnie 170 kilometrów na jednym ładowaniu.